# Jean Paul Gaultier

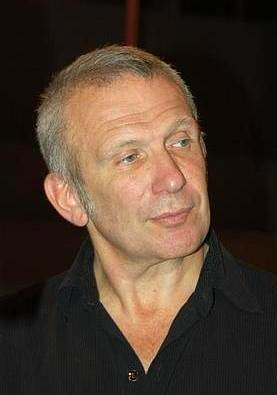

Jean Paul Gaultier (n. 24 aprilie 1952, Bagneux, Seine, Franța) este un creator de modă francez. În 1982, a fondat brandul cu propriul nume. 

## Viața și cariera
Jean Paul Gaultier și-a petrecut copilăria într-o suburbie din Paris, Franța, alături de mama sa, funcționar și tatăl său, contabil. Bunica sa, Marie Garage, a fost cea care i-a introdus lumea modei. 
Gaultier nu a luat niciodată lecții de design vestimentar dar a început să trimită schițe la faimoși stiliști de la o vârstă destul de fragedă. Pierre Cardin a fost impresionat de talentul lui și l-a angajat ca asistent în anul 1970. După aceea a lucrat cu Jacques Esterel, în anul 1971, și cu Jean Patou mai târziu în același an.
În anul 1976 a apărut prima lui colecție individuală, iar caracteristicile hainelor relevau stilul anilor ’80, fiind considerat mult timp bad boy-ul modei franceze. A produs costume pentru Madonna, și a creat îmbrăcăminte pentru Confessions Tour, în anul 2006. A lucrat de asemenea în strânsă colaborare cu Wolford Hosiery. Gaultier a produs controverse în lumea modei, utilizând modele neconvenționale pentru expozițiile sale, precum bărbați în vârstă, femei tatuate cu piercinguri obținând atât critici cât și popularitate.
La sfârșitul anului 1980, Gaultier a suferit mai multe pierderi pe plan personal, partenerul său de afaceri Francis Menge murind, iar prietena sa părăsindu-l.
Între 2004 și 2010, Jean Paul Gaultier a fost directorul de creație pentru casa de modă Hermès, în locul lui Martin Margiela.

## Creații în industria filmului și a muzicii
Gaultier a creat costumele sculptate pentru Madonna, în perioada anilor '90, concepându-i  sutienul  conic pentru turneul mondial Blond Ambition, din 1990 dar și costumele pentru turneul Confessions Tour din 2006. 
De asemenea, a creat costumele artistului Marilyn Manson purtate pe scenă dar și cele de pe albumul său The Golden Age of Grotesque.
În Franța, costumele create pentru cântăreața Mylène Farmer a câștigat atenție sporită. În 2008, a semnat un contract pentru a deveni creatorul de modă al turului său din 2009.
În 2008, a creat rochia în stil sirenă pentru actrița Marion Cotillard la premiile Oscar, unde a câștigat Oscarul pentru cea mai bună actriță.
A creat nenumărate ținute pentru covorul roșu pentru artiști precum Lady Gaga ((VMAs 2009), Rihanna (Grammy-uri, 2011) și Beyoncé ("Run The World (Girls)" video, 2011).
Pentru turul artistei Kylie Minogue, KylieX2008, și pentru cântărețul Leslie Cheung, Gaultier a fost cel care le-a creat ținutele.
Nicole Kidman, Cate Blanchett, Fergie, Sonam Kapoor, Coco Rocha, Dita von Teese și Camilla Belle se regăsesc printre celebritățile care au purtat creațiile creatorului de modă.
Gaultier a creat garderoba pentru nenumărate filme, inclusiv:
- The Fifth Element
- Kika
- La mala educación
- La piel que habito
- The Cook, the Thief, His Wife & Her Lover
- The City of Lost Children

## Colecții
- În 1997, colecția sa Haute Couture are parte de un succes colosal.
- În 1998, Gaultier își extinde brand-ul unde îl include și pe Gaultier junior.
- În anul 2009, colecția de primăvară a fost influențată de stilul lui Klaus Noni.

## Parfumuri
Gaultier este cunoscut și pentru o linie de parfumuri foarte populară. În anul 1993 apare primul parfum intitulat Classique, iar parfumul Le Male ajunge să fie nr.1 în Europa.
- în anul 2000 apare un parfum dedicat femeilor Fragile
- în anul 2005 este lansat parfumul Unisex
- în anul 2007 lansează un parfum pentru bărbați Fleur du Male
- ultimul parfum este dedicat tot femeilor - Madame.